# Новато
Новато (англ. Novato) — город в округе Марин штата Калифорнии, США. Население 53 419 человека (2016). Город входит в регион Норт-Бей. Новато расположен примерно в 16 км к северо-западу от Сан-Рафела и в 48 км к северу от Сан-Франциско по шоссе U.S. 101.

## История
Первое почтовое отделение в Новато было открыто в 1856 году, оно проработало до 1860 года. Новое почтовое отделение было открыто лишь в 1891 году.
Первая школа была построена в городе была выстроена в 1859 году на углу Грант-авеню (ныне бульвар Редвуд — англ. Redwood Boulevard).

## География
По данным Бюро переписи населения США Новато имеет общую площадь в 73 км², из которых 71 км² занимает земля и 1,3 км² — вода.

## Демография
По данным переписи населения США 2010 года численность населения составляла 51 904 человека. Плотность населения 716,8 человек на км². Расовый состав: 76 % белые, 6,6 % азиаты, 2,7 % чернокожие, 0,6 % коренных американцев, 0,2 % гавайцы и выходцы с тихоокеанских островов, 9 % другие расы, 4,9 % потомки двух и более рас.
По данным переписи населения США 2000 года медианный доход на одно домашнее хозяйство в городе составлял $63543, доход на семью $74434. У мужчин средний доход $55822, а у женщин $40287. Средний доход на душу населения $32402. 3,1 % семей или 5,6 % населения находились ниже порога бедности, в том числе 6,1 % молодёжи младше 18 лет и 4 % взрослых в возрасте старше 65 лет.

## Экономика

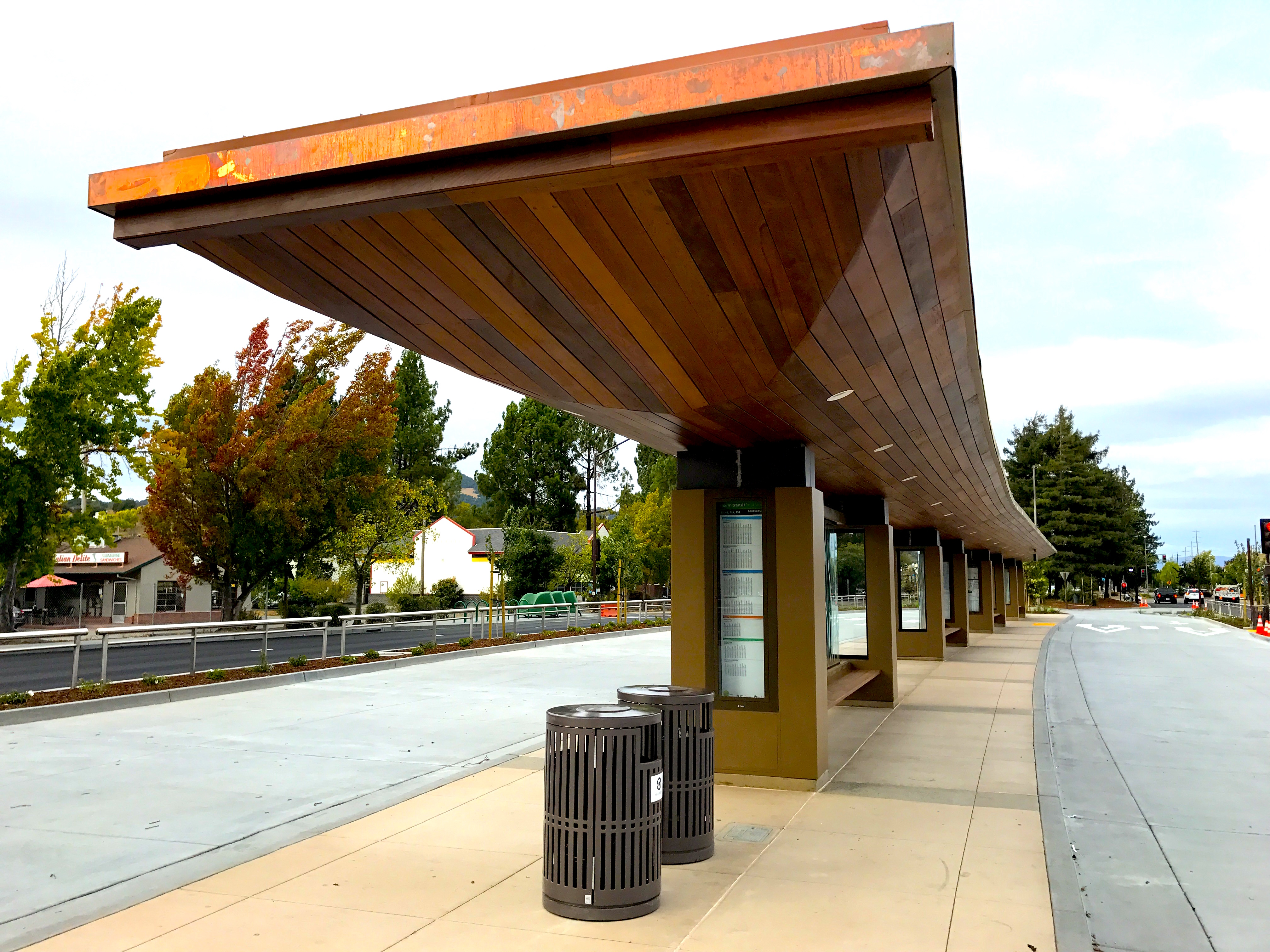
Автовокзал Novato (открыт в сентябре 2017 года)

В городе находится научный институт занимающийся проблемами старения, работает несколько биотехнологических и фармацевтических компаний, развита разработка компьютерных игр — в Новато расположены штаб-квартиры компаний 2K Sports, Visual Concepts, The Republic of Tea, Toys For Bob, подразделение Sony Pictures Imageworks. Часть населения города работает в Сан-Франциско.
В Новато в течение многих лет (с 1983 по 1998) находилась штаб-квартира, культового издателя компьютерных игр Brøderbund Software известного как создателя игр Choplifter, Lode Runner, Karateka, Prince of Persia, и других.
Крупнейшие работодатели города:
| #  | Компания                   | # Сотрудники |
| -- | -------------------------- | ------------ |
| 1  | Школьное управление Новато | 1264         |
| 2  | BioMarin Pharmaceutical    | 1052         |
| 3  | Fireman’s Fund             | 739          |
| 4  | 2K/Visual Concepts         | 436          |
| 5  | Cagwin & Dorward           | 410          |
| 6  | Novato Community Hospital  | 304          |
| 7  | Магазин Costco             | 297          |
| 8  | Магазин Safeway            | 242          |
| 9  | Bradley Electric           | 238          |
| 10 | Brayton & Associates       | 215          |

## Транспорт
Основные дороги в Новато включают Шоссе 101 в Калифорнии и Шоссе 37 Калифорнии.
Через Новато проходит участок железной дороги Сонома-Марин. Железная Дорога (SMART), которая состоит из четырнадцать станций, от паромного терминала в городе Ларкспер до Кловердейла.

## Города-побратимы
- Шеппартон, Австралия

## Исторические достопримечательности

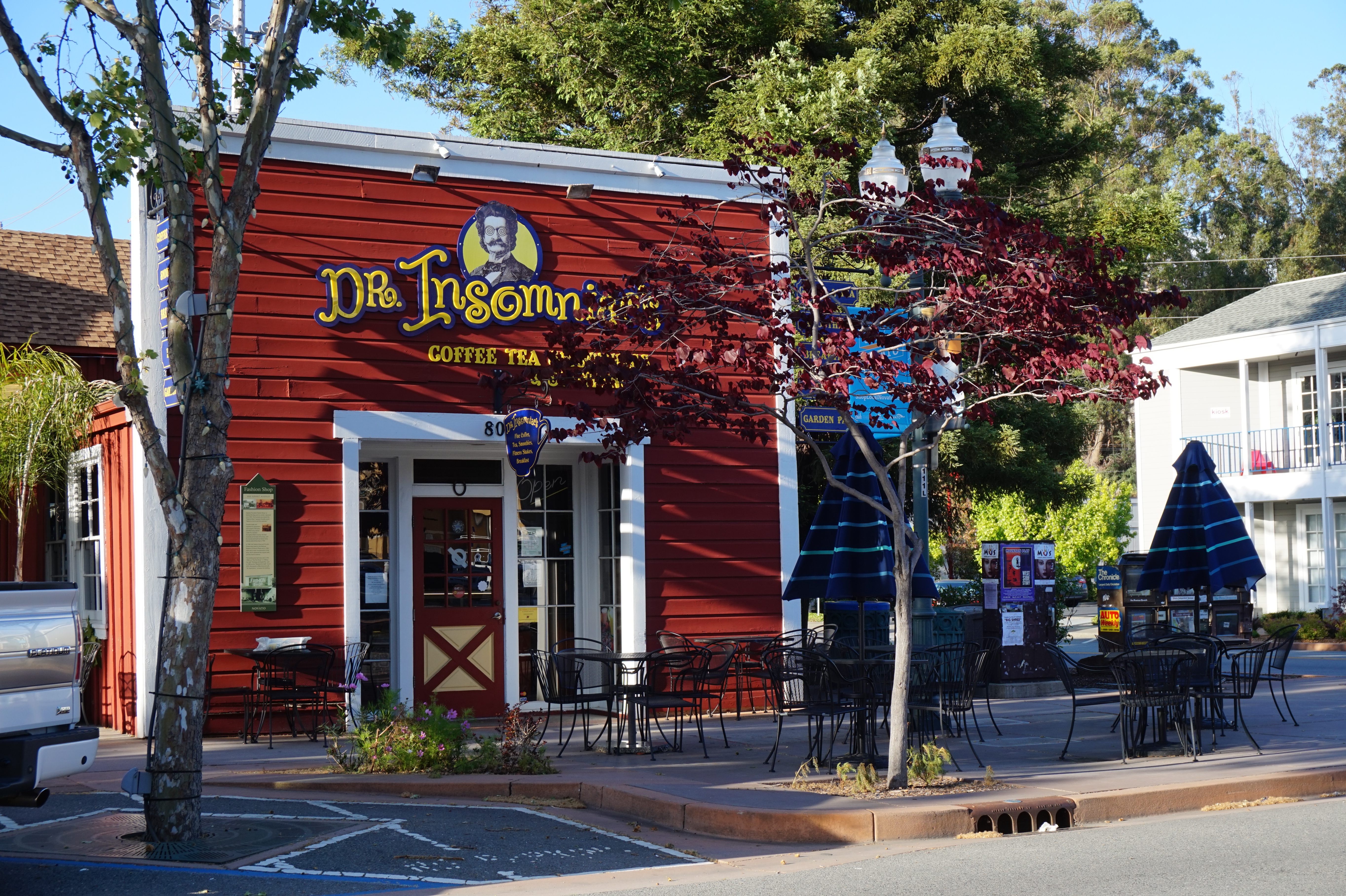
Кафе в историческом центре Новато
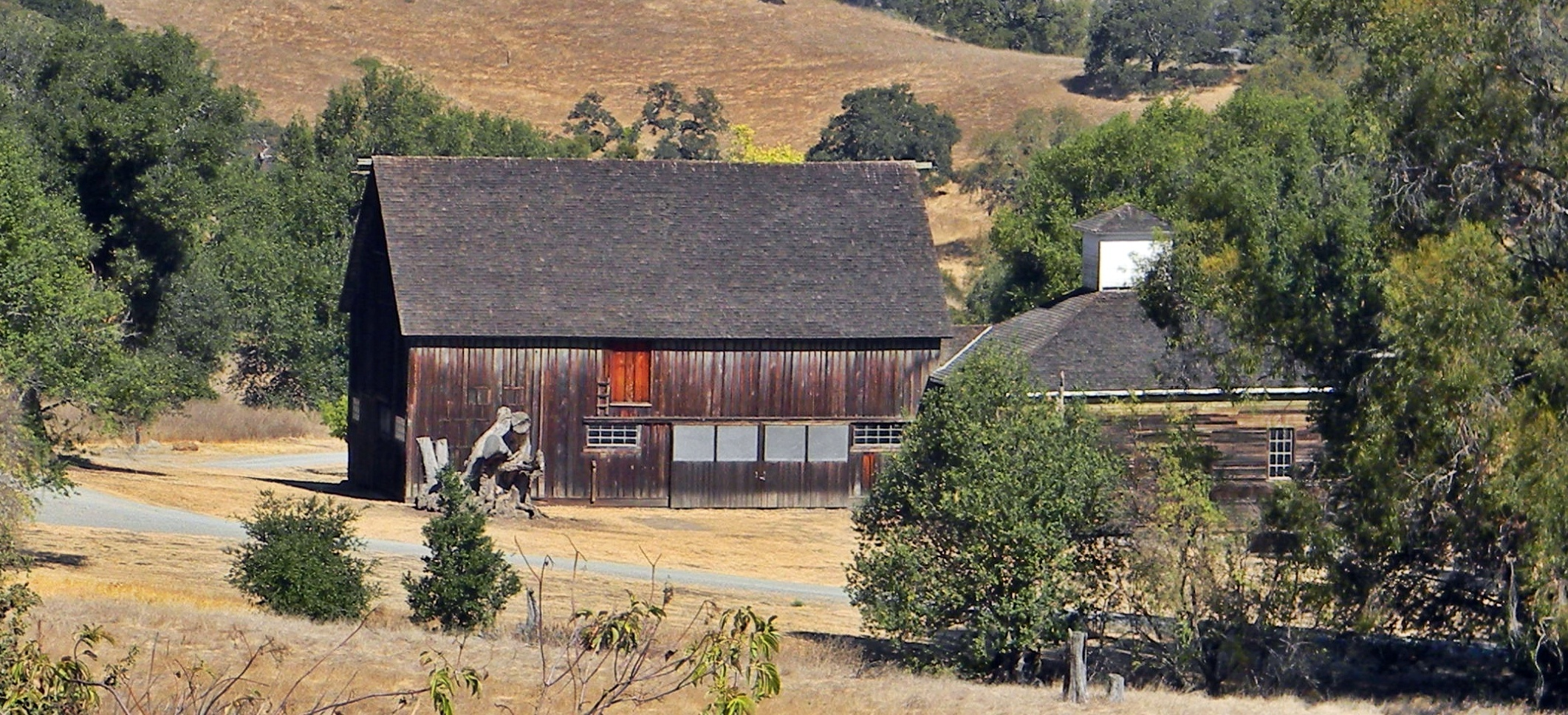
Ранчо Оломпали
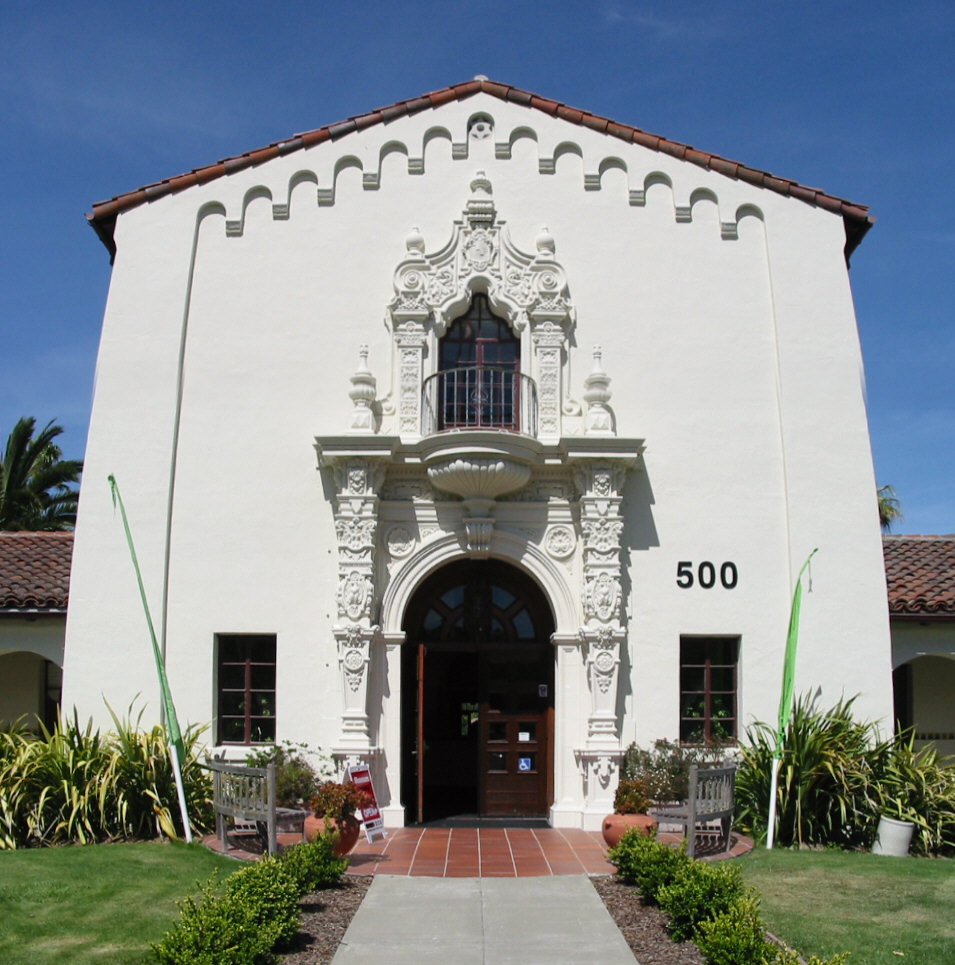
Аэродром армии Гамильтона